# Bradysia pruinosula
Bradysia pruinosula är en tvåvingeart som först beskrevs av Franz Lengersdorf 1939.  Bradysia pruinosula ingår i släktet Bradysia och familjen sorgmyggor.
Artens utbredningsområde är Kongo. Inga underarter finns listade i Catalogue of Life.